# Bishop-Gletscher
Der Bishop-Gletscher ist ein Gletscher im nordwestlichen Teil der westantarktischen Alexander-I.-Insel. Er fließt in südwestlicher Richtung zum Mozart-Piedmont-Gletscher.
Das UK Antarctic Place-Names Committee benannte ihn am 11. Juni 1980 nach dem britischen Glaziologen James Francis Bishop (1950–1980) vom British Antarctic Survey, der von 1973 bis 1975 auf der Alexander-I.-Insel tätig war und am 14. Juli 1980 bei Gilgit während eines Einsatzes im Rahmen des internationalen Karakorumprojekts der Royal Geographical Society ums Leben gekommen war.